# Herkulanum

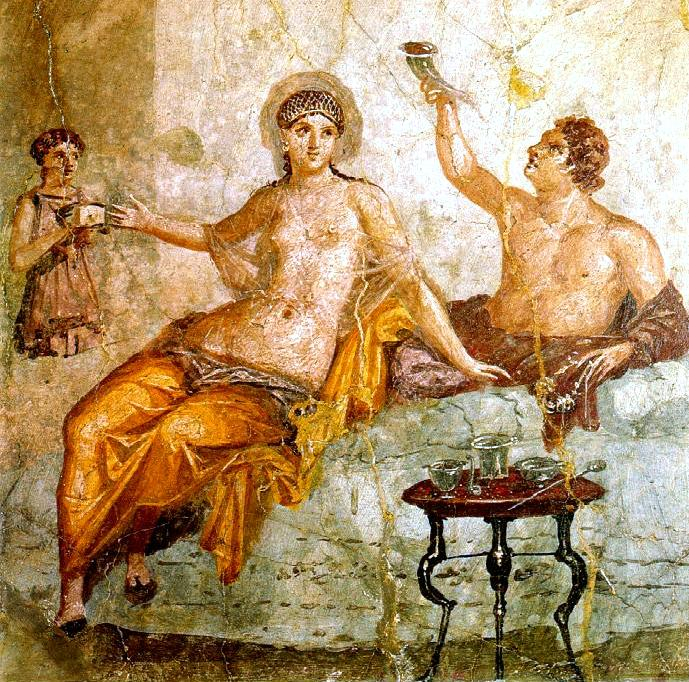
Herkulanum – fresk

Herkulanum albo Herkulaneum (łac. Herculaneum, gr. Heraklejon, wł. Ercolano) – miasto w Kampanii położone w sąsiedztwie Wezuwiusza i zniszczone wraz z Pompejami i Stabiami podczas jego wybuchu 24 sierpnia 79 roku.

## Historia miasta
Herkulanum było pierwotnym miastem oskijskim, w VI wieku p.n.e. dostało się pod panowanie Etrusków, a w V wieku p.n.e. zdobyli je Samnici. W roku 307 p.n.e., w czasie drugiej wojny samnickiej podbili je Rzymianie i odtąd było sprzymierzeńcem Rzymu. Położone w pobliżu Neapolu miasto stało się miejscowością wypoczynkową, a w roku 89 p.n.e. Sulla założył w nim osadę weteranów.

## Prace wykopaliskowe
Podczas wybuchu Wezuwiusza miasto zostało zalane błotem wulkanicznym, którego grubość dochodzi do 12 metrów. Część nieodkrytego Herkulanum jest poza zasięgiem badaczy, ponieważ powstały na niej następne miasta: Resina i Portici. Ruiny starożytnego Herkulanum zostały odkryte przypadkiem – w roku 1709 podczas kopania studni natrafiono na scenę teatru miejskiego. Odtąd datuje się prace wykopaliskowe, a wiele znalezisk jest w lepszym stanie niż w Pompejach.
Na rozkaz Karola Burbona II w latach 1738–1765 wykonano kilka sondaży, które zrobiły wiele szkód, ale także doprowadziły do odkrycia Willi Papirusów. W latach 1828–1865 próbowano wznowić prace, lecz skała wulkaniczna okazała się być zbyt twarda. Systematyczne prace rozpoczęto w 1927 roku i odsłonięto siedem insuli, lecz większość miasta wciąż nie jest odsłonięta.

Motywy dekoracyjne i proporcje wykopanych w Herkulanum budynków i sprzętów miały bezpośredni wpływ na sztukę neoklasycyzmu, a pod koniec XVIII wieku można było je odnaleźć w malarstwie ściennym i przedmiotach codziennego użytku w Europie.

## Układ miasta
Herkulanum, pierwotnie otoczone murami, schodziło tarasami do morza. W dolnej części miasta mieszkała  arystokracja w willach z perystylami, biedniejsza ludność budowała swoje domy na górnych tarasach. Typowy dom miał konstrukcję wzmocnioną kratownicą drewnianą.

## Willa Papirusów
Jednym z najsłynniejszych wykopalisk jest Willa Papirusów. Położona nad brzegiem morza, schodzi ku niemu czterema tarasami, na jednym z nich prawdopodobnie stała biblioteka. Odnalezione zwoje papirusu są przechowywane w Muzeum Narodowym w Neapolu. Znaleziono tam 1785 zwojów, choć wiele z nich zostało uznane za kawałki węgla i wyrzucone przez badaczy wykopaliskowych XVIII wieku. Są tak zniszczone, że jedynie kilka z nich udało się otworzyć i częściowo odczytać, zawierają one dzieła epikurejczyków i łacińskie („De Bello Actiaco”).

## Inne znaleziska
Oprócz zabytków kultury materialnej w 1990 roku w porcie w Herkulanum odkopano również szkielety ludzkie pochodzące z pierwszego wieku naszej ery. Odkryto ogółem około 200 szkieletów osób różnych płci, wieku i pochodzenia społecznego. Znalezisko to jest tym cenniejsze, że aż do III wieku Rzymianie kremowali zwłoki i do naszych czasów zachowało się niewiele szczątków ludzkich z tamtego okresu.